# 姉妹共和国
姉妹共和国（しまいきょうわこく、フランス語: République sœur）は、18世紀末から19世紀初頭にかけてのフランス革命戦争及びナポレオン戦争の過程で、フランス軍によって占領された地域に建国された共和国。

## 概要
姉妹共和国は北イタリアなどの地域において数多く建国された。それまでの君主制に替わり、自由と平等、聖俗の貴族等の特権階級の廃止といったフランス革命の理念が導入され、住民の一定の支持を受けた。だが軍事や外交の面ではフランス共和国に依存する衛星国であり、実質的には、フランスによる戦争遂行のための兵站基地として扱われた。
フランス第一帝政期には、これらの姉妹共和国の大部分はフランス帝国に併合されるかイタリア王国に集約され消滅した。ナポレオン戦争終結後のウィーン会議の結果、姉妹共和国が建国された地域はブルボン家とハプスブルク家の支配下に復帰した。だが共和制の下で育まれたナショナリズム、即ち民族主義あるいは国民主義は、のちの1848年革命へと結実してゆくこととなった。

### イタリアに存在した姉妹共和国

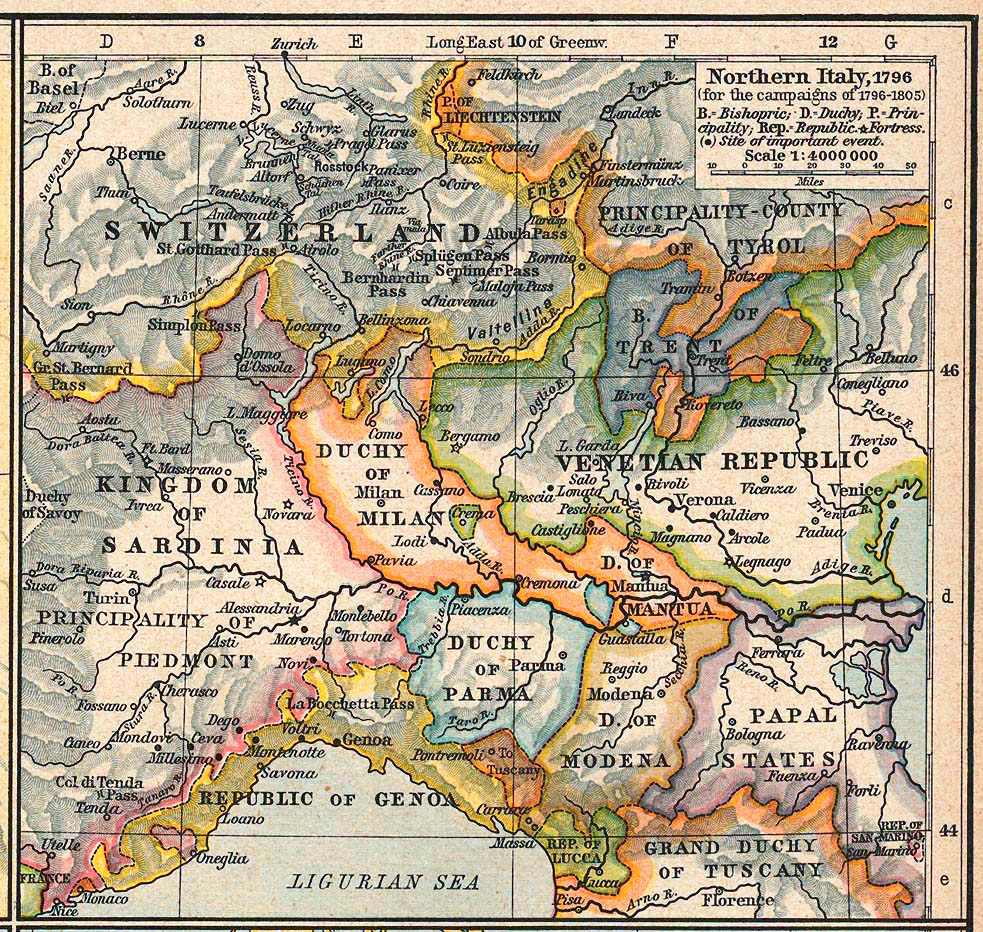
1796年の北イタリア

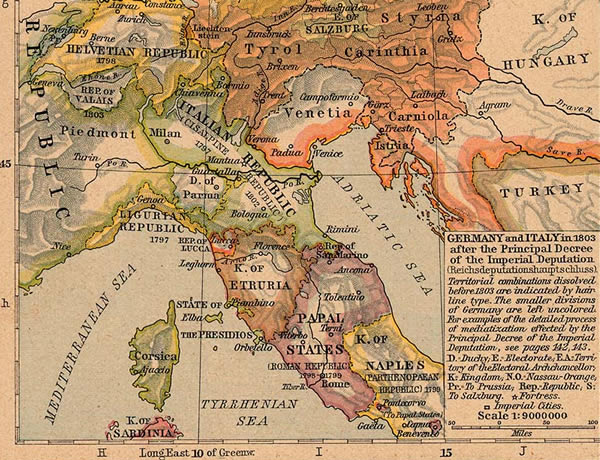
1803年の北イタリア

- エトラスカ共和国（1799年）
- イリュリア共和国（1809年）
- リグリア共和国（1796-1805年） - ジェノヴァ周辺地域。フランス帝国へ併合
- アルバ共和国（1796-1801年） - フランス帝国へ併合
- チスパダーナ共和国（1796-1797年） - ポー川南岸地域。チザルピーナ共和国へ集約
- トランスパダーナ共和国（1797年） - ポー川北岸地域。チザルピーナ共和国へ集約
- ベルガモ共和国（1797年）
- ブレシア共和国（1797年）
- クレーマ共和国（1797年）
- ペスカーラ共和国（1799年）
- ボロニェーゼ共和国（1798年）
- チザルピーナ共和国（1797-1802年） - イタリア共和国へ移行
- アンコーナ共和国（1797-1798年） - ローマ共和国へ統合
- ローマ共和国（1798-1800年）
- ティベリーナ共和国（1798-1799年） - ペルージャ周辺地域。ローマ共和国へ統合
- パルテノペア共和国（1799年） - ナポリ周辺地域
- イタリア共和国（1802-1805年） - イタリア王国へ移行

### その他の地域に存在した姉妹共和国
- バタヴィア共和国（1795-1806年） - オランダ。ホラント王国へ移行、のちフランス帝国に併合
- シスレニア共和国（1797年） - ライン川左岸地域
- ヘルヴェティア共和国（1798-1803年） - スイス
- ブイヨン共和国（1794-1795年）- ベルギー
- ローラシアン共和国（1792-1793年） - バーゼル周辺地域
- レマニク共和国（1798年）- レマン湖周辺地域
- マインツ共和国（1793年）- マインツ周辺地域
- 自由都市ダンツィヒ（1807年-1814年）